# Villa de Ramos
Villa de Ramos é um município do estado de San Luis Potosí, no México.